# Nullosetigera helgae
Nullosetigera helgae är en kräftdjursart som först beskrevs av Farran 1908.  Nullosetigera helgae ingår i släktet Nullosetigera och familjen Nullosetigeridae. Inga underarter finns listade i Catalogue of Life.